# Cinéma ougandais

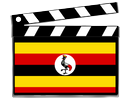
Un clap aux couleurs du drapeau ougandais.

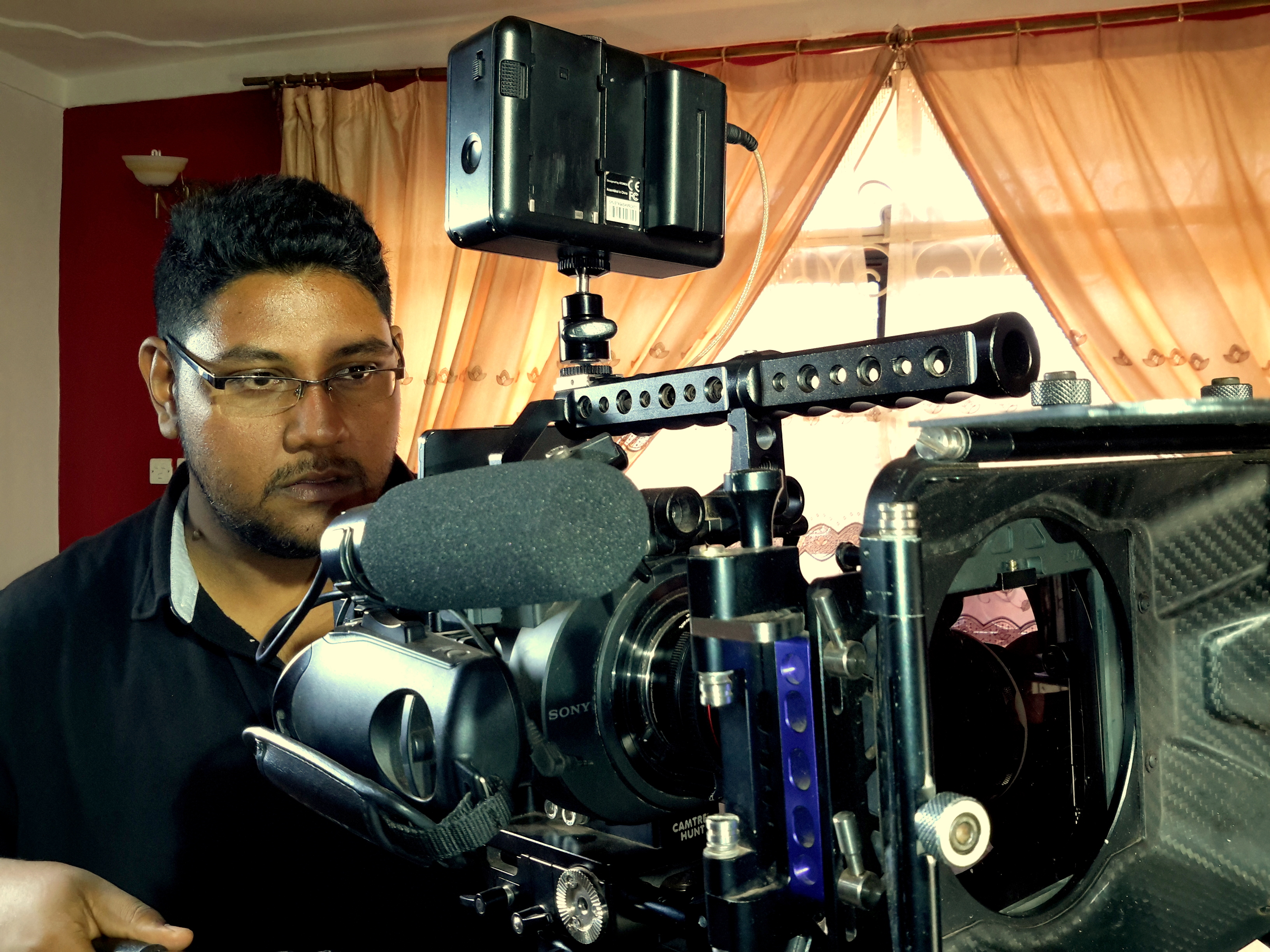
Le réalisateur Jayant Maru (2015).

Le cinéma ougandais  ou l'industrie cinématographique, émergente en Ouganda, sont connus sous l’appellation d'« Ugawood » ou parfois  « Kinauganda », localement. Cette industrie en croissance constante est dérivée d'Hollywood, de la même manière que les cinémas Nollywood, le cinéma du Nigeria, et Bollywood, le cinéma indien en langue hindi. Les cinéastes Kuddzu Isaac, Matt Bish (en) et Usama Mukwaya (en) auraient déclaré qu'Ugawood serait le nom le plus approprié pour cette industrie.